# Pedicularis trichocymba
Pedicularis trichocymba är en snyltrotsväxtart som beskrevs av Hui Lin Li. Pedicularis trichocymba ingår i släktet spiror, och familjen snyltrotsväxter. Inga underarter finns listade i Catalogue of Life.